# Isaloides toussainti
Isaloides toussainti är en spindelart som beskrevs av Banks 1903. Isaloides toussainti ingår i släktet Isaloides och familjen krabbspindlar. Inga underarter finns listade i Catalogue of Life.